# R-GIRL's ROCK!
『R-GIRL's ROCK!』（アール・ガールズ・ロック）は、SCANDALの1枚目のカバーミニアルバム。2010年11月17日にエピックレコードジャパンから発売された。

## 概要
女性アーティスト、ガールズロックの中からメンバー自らが選曲。SCANDALのルーツや意外性を感じさせつつ、多彩な魅力を発揮している。映画のR18指定のように、ガールズ・ロックが好きな人限定、さらにRESPECTの頭文字を掛けたところから、『R-GIRL's ROCK!』となった。ジャケットの絵柄は、"カバー"のダジャレが基となった。
「恋人がサンタクロース」はすでにライブで披露していたほか、「Sunny Day Sunday」は、ダンス＆ヴォーカルスクール時代に踊った思い出の曲で、RINAのヴォーカルデビュー曲となった。「DAYDREAM」は『夢見るつばさ』にも収録されている。
初回特典として、「別冊『超SCANDAL』Vol.5」が封入されている。

## 収録曲
1. 六本木心中 [4:23]
作詞：湯川れい子　作曲：NOBODY　編曲：川口圭太
  - 原曲はアン・ルイス （1984）
2. 恋人がサンタクロース [4:03]
作詞・作曲：松任谷由実　編曲：江口亮
  - 原曲は松任谷由実 （1980）
3. SINKY-YORK [4:51]
作詞・作曲：破矢ジンタ　編曲：川口圭太
  - 原曲はJITTERIN'JINN （1989）
4. ロックンロール・ウィドウ [3:20]
作詞：阿木燿子　作曲：宇崎竜童　編曲：宮永治郎、ユトリロン
  - 原曲は山口百恵 （1980）
5. DAYDREAM [4:01]
作詞：YUKI　作曲：恩田快人　編曲：イイジマケン
  - 原曲はJUDY AND MARY （1994）
6. Sunny Day Sunday [2:21]
作詞：赤羽奈津代　作曲：鈴木秋則　編曲：川口圭太
  - 原曲はセンチメンタル・バス （1998)
7. secret base 〜君がくれたもの〜 [5:15]
作詞・作曲：町田紀彦　編曲：宮永治郎
  - 原曲はZONE （2001)